# Joseph de Lacroix
Joseph de Lacroix (Pontellà, 13 de març del 1802 - Montpeller, 6 de març del 1863) fou un advocat i polític nord-català, diputat a la Cambra de Diputats durant la Monarquia de Juliol.

## Biografia
El 1823 va obtenir la titulació d'advocat i va donar suport als liberals contra la monarquia borbònica, tot donant suport a la revolució de 1830. Del 1830 al 1832 fou procurador del nou rei Lluís Felip I a Perpinyà, i el 1832, president del tribunal civil. Fou elegit diputat a la Cambra de Diputats el 1834, guanyant al candidat sortint Ferdinand Escanyé. A les eleccions del 1837, però, fou derrotat per Théodore Parès. Després fou conseller del Consell General dels Pirineus Orientals i regidor de Prada. Després de la revolució de 1848 va perdre tots els càrrecs polítics, però el 1849 fou nomenat jutge de la Cort d'Apel·lacions de Montpeller, càrrec que ocupà fins a la mort. Fou distingit amb el grau de cavaller de la Legió d'Honor.